# محمد رحمت (لاعب كرة قدم)
محمد رحمت (بالإندونيسية: Muhammad Rachmat)‏ هو لاعب كرة قدم إندونيسي في مركز نصف الجناح، ولد في 28 مايو 1988 في Takalar Regency ‏ في إندونيسيا. شارك مع منتخب إندونيسيا لكرة القدم. أما مع النوادي، فقد لعب مع PSM Makassar ‏.

## وصلات خارجية
- محمد رحمت على موقع قاعدة بيانات كرة القدم.إي يو (الإنجليزية)
- محمد رحمت على موقع ناشيونال فوتبول تيمز (الإنجليزية)
- محمد رحمت على موقع Soccerway.com (الإنجليزية)